# Andries Laurens Akersloot van Houten

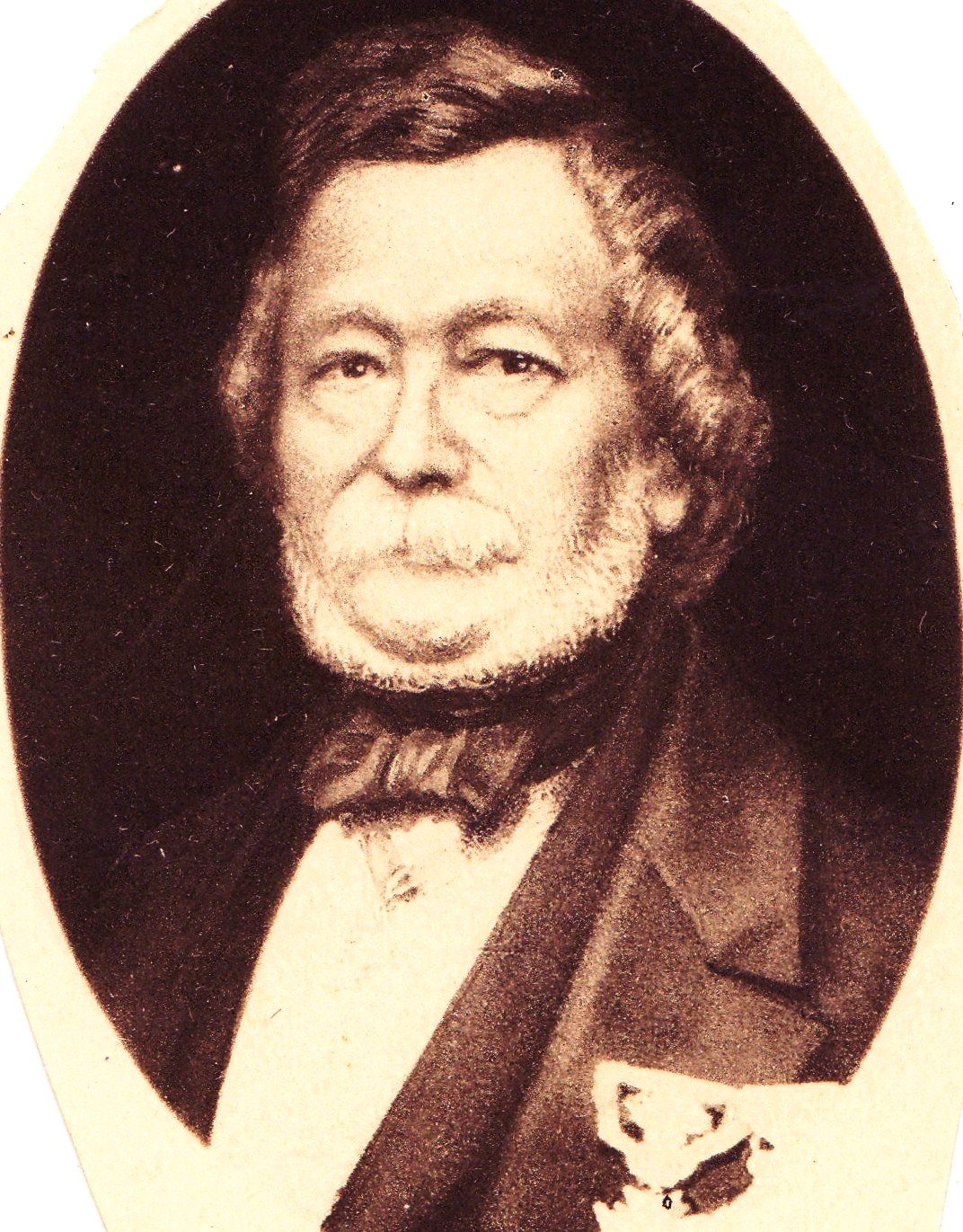
Portret

Andries Laurens Akersloot van Houten (Boornbergum, 8 maart 1794 - Den Haag, 8 oktober 1868) was een Nederlands officier en ridder in de Militaire Willems-Orde.
Hij was de zoon van Laurens Akersloot van Houten en Johanna Jacoba Stolts, ook wel Stolz geheten, en begon zijn militaire loopbaan op 26 april 1810 als adelborst bij de Lijfwacht te Voet van de Koninklijke Garde. In 1810 ging hij als vélite in Franse dienst over bij het 2ème (later 3ème) Régiment Grenadiers de la Garde Impériale. Hij werd bevorderd tot tweede luitenant in 1811 bij het 129ème Régiment d'Infanterie de Ligne, en het jaar daarop tot eerste luitenant. Hij nam toen deel aan de Russische veldtocht; om het gevecht bij Krasnoye kwam zijn broer Gerard om het leven. In 1813 werd hij overgeplaatst naar het 127ème Régiment d'Infanterie en nam hij deel aan de veldtocht in Duitsland in 1813, onder meer in het beleg van Spandau en het beleg van Wezel in 1814.
Na het aftreden van Napoleon werd hij ontslagen uit Franse dienst en werd hij op 22 mei gerepatrieerd. Op 25 juni ging hij in Nederlandse dienst bij het 2e Bataljon Infanterie van Linie. Hij nam hiermee deel aan de Slag bij Waterloo en de campagne in Frankrijk. Voor zijn aandeel werd hij benoemd tot ridder in de Militaire Willems-Orde 4e Klasse.
In 1816 ging hij over naar het 18e Bataljon Infanterie Nationale Militie als kapitein. In 1820 ging hij over naar de Afdeling Garde Grenadiers en was hij korte tijd garnizoenscommandant van Maastricht. Tijdens de Belgische Opstand maakte hij deel uit van het Mobiele Leger. Hij raakte twee keer gewond. In 1837 werd hij gedetacheerd als commandant van het 3e Bataljon van de Afdeling Mobiele Utrechtse Schutterij. Dat jaar werd hij bevorderd tot majoor. Na in 1845 te zijn bevorderd tot luitenant-kolonel, ging hij in 1847 met pensioen met de rang van kolonel.